# Валя-Станчулуй
Валя-Станчулуй (рум. Valea Stanciului) — село у повіті Долж в Румунії. Входить до складу комуни Валя-Станчулуй.
Село розташоване на відстані 184 км на захід від Бухареста, 38 км на південь від Крайови.

## Населення
За даними перепису населення 2002 року у селі проживали 3555 осіб.
Національний склад населення села:
| Національність | Кількість осіб | Відсоток |
| -------------- | -------------- | -------- |
| румуни         | 3511           | 98,8%    |
| цигани         | 44             | 1,2%     |

Рідною мовою назвали:
| Мова      | Кількість осіб | Відсоток |
| --------- | -------------- | -------- |
| румунська | 3511           | 98,8%    |
| циганська | 44             | 1,2%     |